# Whirlwind Tongues
Whirlwind Tongues es el sexto y último álbum de estudio de la banda estadounidense de hard rock Bloodrock. Fue publicado en enero de 1974 a través de Capitol Records.

## Recepción de la crítica
Un escritor no especificado de la revista Cash Box señaló que “[Bloodrock], durante varios años uno de los principales grupos de rock, tienen un nuevo producto explosivo que los presenta en un entorno comercial pero creativo”. Un escritor no especificado de Billboard calificó Whirlwind Tongues como un “conjunto de rock sólido de un grupo que existe desde hace algún tiempo, resaltado por voces fuertes en ritmos rápidos y pistas más lentas, especialmente cortes como «Sunday Song»”. Un escritor no especificado de Record World indicó que “el hard rock sazonado con algunos sabrosos riffs de jazz hace que el último lanzamiento de Bloodrock sea un lanzamiento de lo más apetecible”.

## Rendimiento comercial
Billboard informó en la semana que finalizó el 26 de enero de 1974 que Whirlwind Tongues fue una selección de acción de radio FM con transmisión en WRAS-FM, KFMY-FM y WVVS-FM, una de las principales estaciones de radio progresistas del país. La semana siguiente fue una selección de acción de FM en otras dos estaciones progresistas líder, WKNT-FM y WPRB-FM.

## Lista de canciones
| Lado uno |                      |                            |                  |          |  |
| N.º      | Título               | Letras                     | Música           | Duración |  |
| 1.       | «It's Gonna Be Love» | Warren Ham                 | Ham              | 3:19     |  |
| 2.       | «Sunday Song»        | Rick Cobb Ham              | Stevie Hill Ham  | 4:21     |  |
| 3.       | «Parallax»           | Ham                        | Hill             | 3:40     |  |
| 4.       | «Voices»             | Ham                        | Nick Taylor Ham  | 3:40     |  |
| 5.       | «Eleanor Rigby»      | John Lennon Paul McCartney | Lennon McCartney | 3:10     |  |

| Lado dos |                                |        |            |          |  |
| N.º      | Título                         | Letras | Música     | Duración |  |
| 1.       | «Stilled by Whirlwind Tongues» | Cobb   | Taylor Ham | 5:35     |  |
| 2.       | «Guess What I Am»              | Cobb   | Hill Ham   | 2:56     |  |
| 3.       | «Lady of Love»                 | Ham    | Ham Hill   | 3:56     |  |
| 4.       | «Jungle»                       | Hill   | Hill       | 4:32     |  |

## Créditos y personal
Créditos adaptados desde las notas de álbum de Whirlwind Tongues.
Bloodrock
- Nick Taylor – guitarra
- Stevie Hill – teclados, sintetizador, melódica
- Warren Ham – voces, flauta, saxofón, armónica
- Ed Grundy – bajo eléctrico
- Randy Reader – batería, percusión (2, 4, 5, 8, 9)

Músicos adicionales
- Rick Cobb – batería, percusión (1, 3, 6, 7)
- William M. Ham – guitarra líder (1)

Personal técnico
- Ed Grundy – productor (todas las canciones)
- Peter Granet – productor (1, 3, 6, 7)
- Bob Pickering – ingeniero de audio (2, 4, 5, 8, 9), mezclas
- Don Henderson – ingeniero de audio (1, 3, 6, 7)
- Ed Flaherty – ingeniero asistente 1, 3, 6, 7)
- Wally Traugott – masterización

Diseño
- The Richards Group – diseño de portada
- Jack Unruh – ilustración
- Gregg Booth – fotografía interior
- John Hoernle – director artístico